# Islam en México

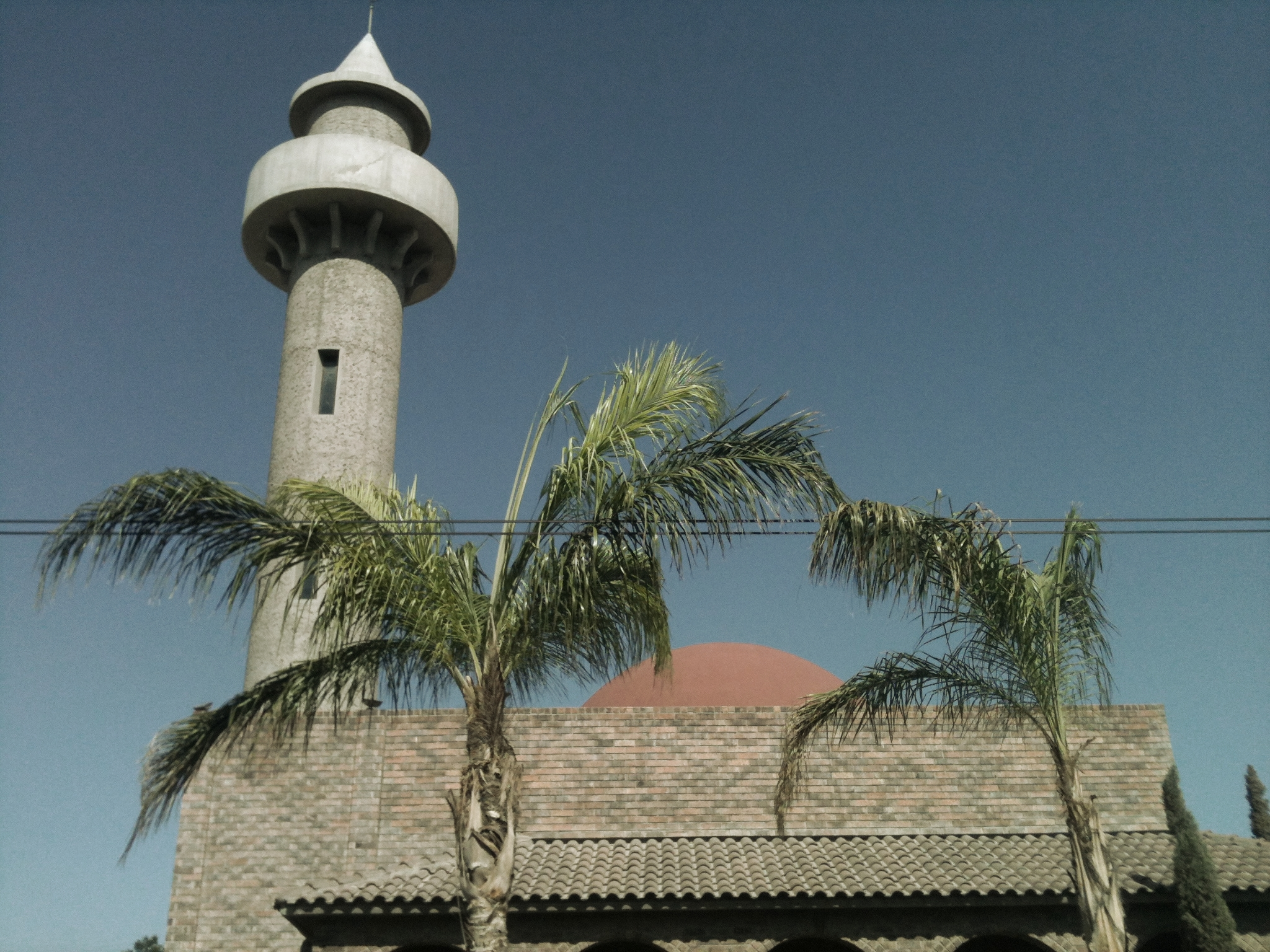
La Mezquita Suraya, localizada en Torreón (Coahuila), fue la primera mezquita de México.

En México existe una pequeña comunidad de musulmanes constituida principalmente por conversos al Islam, e inmigrantes procedentes de países en África, Asia, Europa, América del Sur y por los hijos de éstos, nacidos en México. 
En México la mayoría de la población es católica, pero debido a la naturaleza laica de la Constitución, estos son libres de ejercer su religión, y llevar a cabo actos proselitistas, así como construir lugares para practicar el Islam (como mezquitas).
De acuerdo a un censo del INEGI en el año 2010, alrededor de 2,500 individuos identificaban el Islam como su religión, y para el año 2020 en México, había ascendido a más de 7500 según datos del último censo de población.
Por otro lado, Muhammad Ruiz Al Meksiki, director del Centro Salafi de México, estimaba en 2015, que habían alrededor de 10,000 musulmanes en el país.

## Historia
Durante el periodo del Porfiriato existió una política abierta hacia la inversión y migración principalmente de europeos. Los inmigrantes que llegaron de países como Turquía, Siria, Líbano y Palestina escapaban de las persecuciones y represiones religiosas del Imperio Otomano, en su gran mayoría eran cristianos y un número ínfimo de musulmanes. Estos se establecieron principalmente en Yucatán, el Istmo de Tehuantepec, Veracruz, Nuevo León, Coahuila, Ciudad de México y Puebla; ciudades que ofrecían un mayor atractivo económico.
El Centro Cultural Islámico de México se fundó en 1995, que agrupaba a inmigrantes y mexicanos; con este centro comenzó el proselitismo masivo del Islam en México por medio de ferias de libro y homilías en universidades. También se editó una revista llamada Islam en tu idioma y se hicieron entrevistas en radio y televisión. El centro fomentó la comunicación con otras comunidades en Monterrey, Guadalajara, Veracruz, León, Morelia y San Cristóbal de las Casas para ayudarlos a obtener materiales educativos procedentes de otros países publicados en español. El centro tuvo sus primeras oficinas en la colonia del Valle, después en Polanco, posteriormente volvieron a la colonia del Valle, hasta que finalmente se trasladaron a Tequesquitengo. Tuvo a su cargo una oficina Dawa Amigo, cerca la UNAM, donde se intentaba conseguir seguidores del Islam, se impartían cursos informativos y se daban clases de árabe. La mezquita Dar as Salam, ubicada en Tequesquitengo, inició sus actividades en 2003, además de las actividades religiosas, en la mezquita también se ofrecían cursos informativos y clases de árabe.

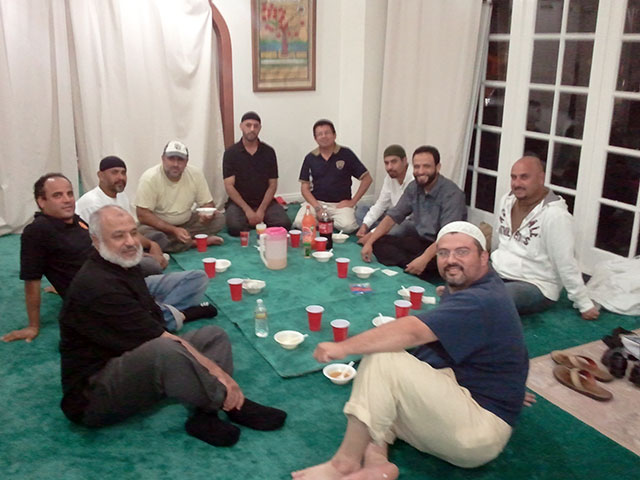
Musulmanes en Tijuana

El Centro Educativo de la Comunidad Musulmana surgió como una asociación civil en el año 2000, actualmente ubicado en la colonia Anzures. Bajo esta asociación se agruparon los inmigrantes y los conversos mexicanos establecidos en la Ciudad de México, además del rezo de los viernes, imparten clases de árabe abiertas al público en general, enseñanza del Islam a conversos y lectura del Corán. Entre 2010 y 2011, la casa que ocupaba el centro fue remodelada, acondicionando el lugar para un mayor aprovechamiento del espacio, durante este periodo todas las actividades excepto la oración del viernes fueron suspendidas, la oración se realizaba en un estacionamiento cercano al centro.
Debido a diferencias ideológicas a finales del año 2003 entre algunos miembros de la mesa directiva y el director del Centro Cultural Islámico de México, toman la decisión de separarse y fundar la Organización Islámica de México (después cambió su nombre a Centro Salafi de México), inicialmente se ubicaba en la colonia Jardín Balbuena, por motivos económicos ha tenido que cambiar constantemente su domicilio a zonas como las colonias Juárez y Lorenzo Boturini. Su última sede se localiza en la antigua colonia de Santa María La Ribera.
Pero a partir del 2013 y hasta el presente, algunos de los miembros y simpatizantes del Centro Salafi de México tanto mexicanos como del extranjero, se han deslindando de tal asociación, argumentando que su director no sigue los preceptos del llamado Manjach (camino) de la salafia y más bien los contradice. Además de que ninguna asociación salafi alrededor del mundo, reconoce a éste centro como llamador al Islam correcto.
En 2006 se inició la construcción del Centro Al-Hikmah que desde el 2000 fungió como oficina de proselitismo del Islam, este centro también es llamado como Instituto de Lengua y Cultura Árabe Al Hikmah en este sitio ubicado en la zona de Aragón se dan clases de Islam y árabe.
La Comunidad Islámica en México parte del Movimiento Mundial Murabitun, empezó su campaña de conversión en San Cristóbal de las Casas en 1995, poco tiempo después del surgimiento del zapatismo; los conversos habían sido familias protestantes, instaladas en las afueras de San Cristóbal de las Casas. Esta comunidad fundó una oficina para el Dawa A.C. para agrupar a los musulmanes de la región en una sola umma. La comunidad está organizada, cuentan con restaurante, panadería, carpintería y elaboración de textiles, con ellos producen sus recursos para la manutención de los 500 miembros de su comunidad, cuentan con una madrasa o escuela coránica donde sus niños aprenden el Corán y árabe.
Actualmente existen tres comunidades musulmanas en la pequeña ciudad de San Cristóbal de las Casas, los murabitun sufies liderados por nacidos en España llegados en 1995, los disidentes suníes que contactaron a miembros de otras comunidades musulmanas como Centro Cultural Islámico de México y Centro Al-Hikmah, y fundaron un centro de oración a las afueras de la ciudad y por último, la comunidad dirigida por el sirio Mudhar Abdulghani de la rama sufi Naqshbandiya

### sigloXXI

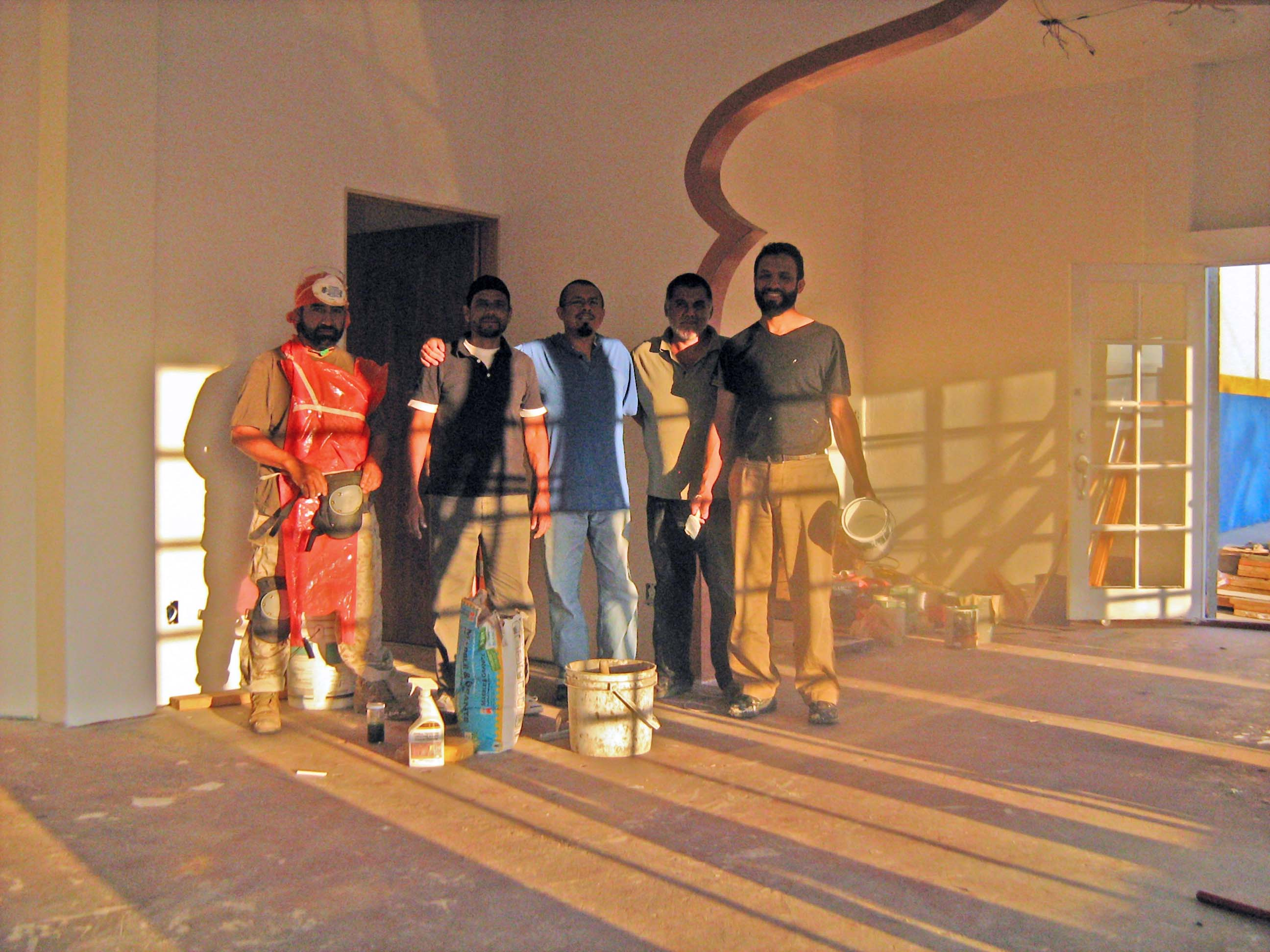
Construcción de la Masyid Al Islam en Tijuana, Baja California.

Aun con su reducido número de creyentes, es una de las corrientes de creencias religiosas en crecimiento en los últimos tiempos en países latinoamericanos. Así, el 2000 el INEGI reportaba que había 1.500 musulmanes, 3.760 el 2010 y 5.260 el 2015. Y estas comunidades se encontraban principalmente en Ciudad de México, Estado de México, Jalisco, Baja California y Puebla.
Aunque los musulmanes comparten una fe en común, ha empezado a notarse las diferencias entre ellos mismos, lo que obliga a construir mezquitas de muy diversos cultos. El Movimiento Mundial Murabitun fundó otro centro en la Ciudad de México el Centro de Estudios Ibn Jaldún en Coyoacán, donde se imparten clases sobre Islam, Ibn Jaldún y al-Ándalus. El Centro Islámico Ahlul Bayt de México se estableció en la colonia Roma en 2012, sus actividades incluyen la oración del viernes, clases de farsi, persa moderno, árabe, cursos para mujeres, presentaciones de cine islámico y asesoría jurídica.
Baja California por relativa cercanía con los Estados Unidos y el flujo de población por ambas fronteras, cuenta con tres mezquitas: Masjid Al Islam abrió sus puertas el 11 de agosto de 2010 con el propósito de brindar los musulmanes de Tijuana, un lugar para la oración y aprender más sobre el Corán y la Sunnah; El Centro Islámico de Tijuana, Masjid Omar abrió en diciembre de 2012 se realiza el rezo comunitario del viernes, los lunes y jueves se rompe el ayuno voluntario, también se dan clases de árabe, se realizan bodas, servicios funerarios y visitas a enfermos. La Mezquita Al Nur en Rosarito se inauguró hacia finales de 2011, la mezquita está abierta todo el día para rezos, se realiza la oración del viernes y homilías sobre el Islam.
Monterrey cuenta con una comunidad musulmana de larga historia, desde que el Centro Educativo de la Comunidad Musulmana fue a esta ciudad ya existían centros de reunión (Centro Cultural Islámico de México en Monterrey), pero debido a la movilidad de la población, y al costo de la renta de un espacio, el lugar de reunión ha cambiado, surgieron y desaparecieron organizaciones. El Centro Islámico del Norte A.C. fundado en 2005 es el grupo más numeroso, se reunían en un hotel realizando solo la oración en congregación, actualmente cuentan con un lugar de reunión, ofrecen como actividades regulares clases de Islam y de árabe.
Guadalajara es otra ciudad que cuenta con una comunidad musulmana desde 1985, pero al igual que las comunidades regias, por lo fluctuante de la población y la falta de recursos, la mayoría de estos lugares desaparecieron, hasta que en el 2009 se creó una nueva comunidad llamada "Islam Guadalajara". en este sitio se hace el sermón del viernes, se dan clases de árabe y de Islam.
Aguascalientes ha tenido un incremento en el número de fieles musulmanes que actualmente cuenta con 2 mezquitas en el centro de la ciudad capital donde se reúnen los viernes e imparten clases de islam y recitación del Corán, registradas actualmente bajo el centro islámico de Aguacalientes y Centro cultural islámico de Aguascalientes, ambas asociaciones de la rama suní.
Se calcula que actualmente existen centros islámicos en 26 entidades federativas del país.

## Arte islámico en México

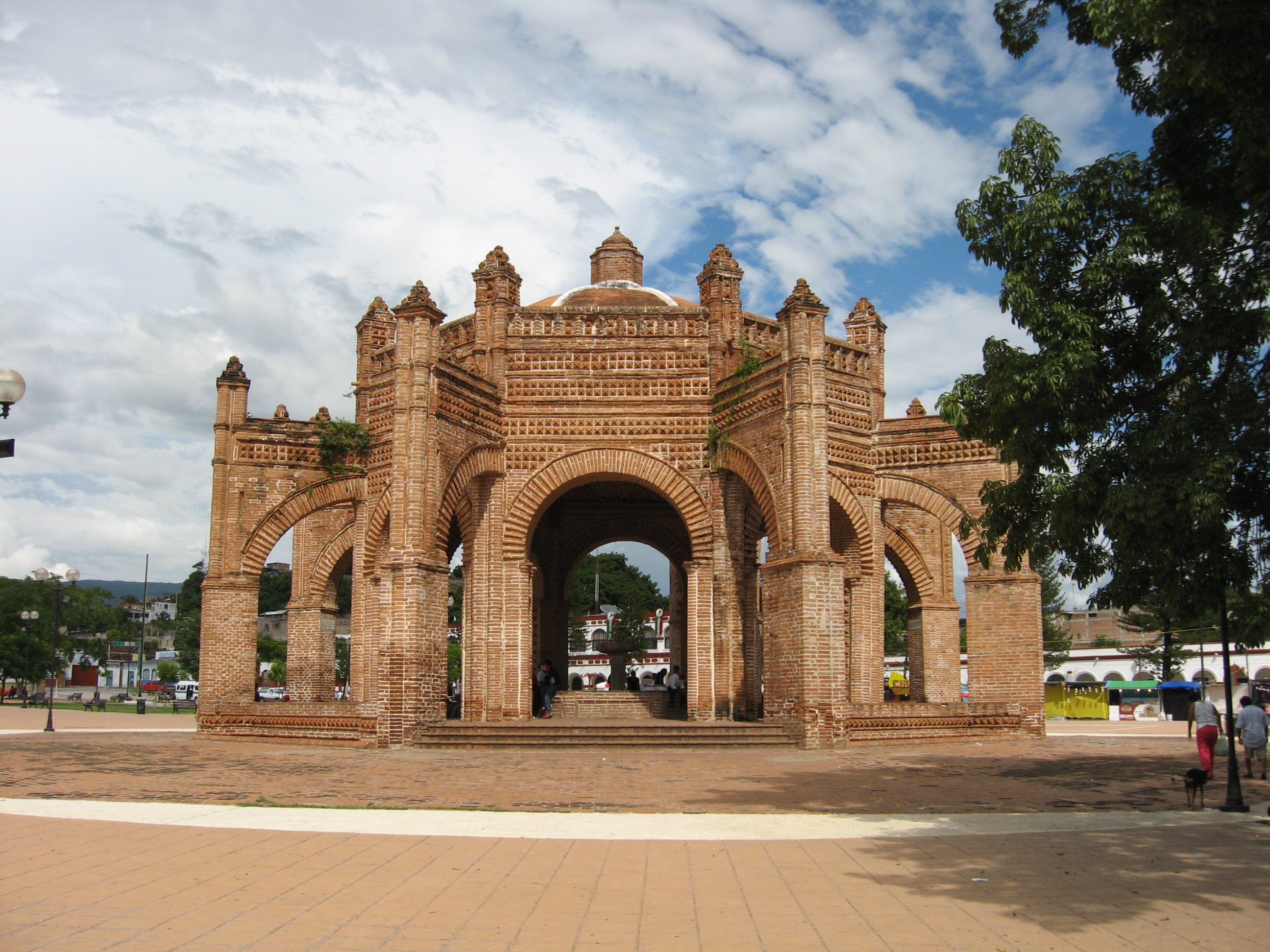
Aljibe mudéjar en Chiapa de Corzo.

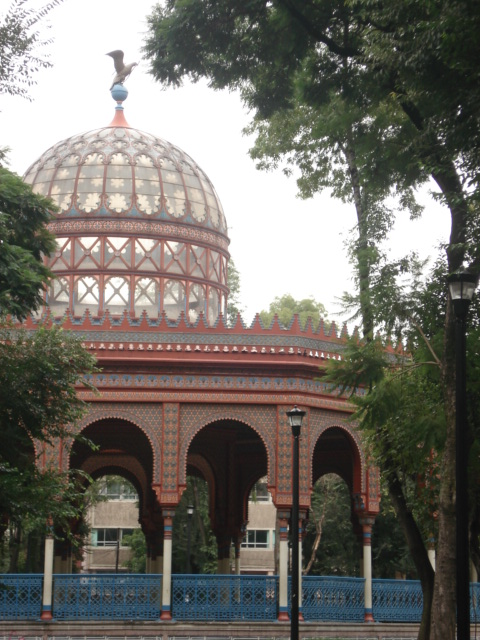
Kiosco Morisco en la colonia Santa María la Ribera.

Los primeros templos cristianos construidos durante el periodo colonial, expresan formas influidas por la arquitectura mudéjar, sincretismo del arte islámico en los reinos cristianos en la península ibérica en la Alta Edad Media.
En Chiapa de Corzo se construyó una fuente, conocida localmente como "La Corona o La Pila"  para dotar de agua a la población, esta obra arquitectónica se édificó en ladrillo recocido con una fuerte influencia múdejar, fue construida por los frailes dominicos españoles durante la época colonial en el siglo XVI.
El kiosco morisco, este último realizado por el Ing. José Ramón Ibarrola para la Exposición Universal de Nueva Orleans de 1884-1885, en el estilo neomudéjar imperante en España del siglo XIX.

## Centros de Reunión en México
- Mezquita Suraya en Torreón, Coahuila. (chiita)
- Mezquita Dar as Salam en Tequesquitengo, Morelos.
- Mezquita Taharah en Comitán, Chiapas.
- Mezquita Omar, Centro Islámico de Baja en Playas de Tijuana, Baja California.
- Mezquita Al Islam en Rosarito, Baja California.
- Mezquita Al Kauzar en San Cristóbal de las Casas, Chiapas.
- Mezquita Al Medina  en San Cristóbal de las casas, Chiapas
- Musala Tlaxcala #30 San Cristóbal de las Casas, Chiapas
- Mezquita de los Murabitunes San Cristóbal de las casas, Chiapas
- Mezquita Isa ibn Maryam. Calle Hospital #888 entre Federalismo y Puebla Guadalajara, Jalisco.
- Musalah en Monterrey, Nuevo León.
- Musalah en Guadalajara, Jalisco.
- Centro Educativo para la Comunidad Musulmana, en Ciudad de México.
- Centro Islámico Amir al Muminin, en Ciudad de México
- Centro Salafi de México, Musalah Al Ajirah, Santa María la Ribera Ciudad de México.
- Tekke de la Orden Jalveti Yerraji en Ciudad de México.
- Centro Islámico Ahlul bayt de México, en Ciudad de México.
- Centro Islámico de Puebla, en la ciudad de Puebla.
- Musalah al tahweed Comunidad Ahl Us Sunnah de Aguascalientes

## Asociaciones islámicas en México
- Centro Salafi de México, Ciudad de México.
- Centro Cultural Islámico, Hermosillo, Sonora.
- Centro de Aprendizaje Islámico, Chihuahua, Chihuahua.
- Centro Cultural Islámico, en Monterrey, Nuevo León.
- Centro Educativo de la Comunidad Musulmana AC. en la Ciudad de México.
- Centro Islámico de Norte AC. en Monterrey, Nuevo León.
- Centro Islámico de Baja, en Tijuana, Baja California.
- Comunidad Islámica de Baja California, Tijuana, Baja California.
- Comunidad Islámica de la Laguna A.R. en Torreón, Coahuila.
- Sayeda Khadija. Sociedad de Mujeres Musulmanas.
- Comunidad Islámica del Occidente de México.
- Centro Islámico de Puebla.